# Johan Bäckström (konstnär)
För andra personer med detta namn, se förgreningssidan Johan Bäckström.
Johan Bäckström, född 13 juni 1773 i Tidersrums socken i södra Östergötland, död troligen 1837, var en svensk allmogekonstnär, främst möbelmålare. Han blev mycket uppmärksammad 2008 och 2009 genom Östergötlands länsmuseum.
Han studerade 1787-1789 vid Konstakademin i Stockholm och återvände därefter till södra Östergötland, där han var verksam med olika slags målningsarbeten, bland annat altartavlor. Omkring år 1800 började han dekorera möbler, vilket han idag är mest känd för. Han signerade och daterade flera av sina verk.
Åtta bibliska väggmålningar från 1816 i konstnären Samuel Södergrens bostad i Södra Vi socken är inte signerade och deras upphov är idag omtvistat. Museichefen Bengt Cnattingius ville 1947 tillskriva dem Johan Bäckström.
Johan Bäckströms nämns tillsammans med Pehr Hörberg som Östergötlands främsta allmogemålare.